# أبو المظفر المشطب
وهو الفقيه أبو المظفر محمد بن أحمد بن عبد الجبار المعروف بالمشطب، ولد بسمنان العجم عام 492هـ/1098م، وقيل 494هـ/ 1100م، ورحل إلى مرو وتفقه بها على الشيخ أبي الفضل الكرماني، وساح في بلاد خراسان، ثم قدم مدينة بغداد وأستوطنها، وتولى التدريس في المدرسة الزيركية في بغداد.
وروى الحديث عن أبي المعالي جعفر بن حيدر العلوي، والحسين بن محمد بن فرخان السمناني، وأبي بكر محمد بن علي بن حفص الحلواني، وأبي طاهر محمد بن أبي بكر الشيحي، وابي نصر أحمد بن الحسين بن رجب السمرقندي، وأحمد بن محمد الشجاعي، وذكر لهُ ابن النجار شعراً، ومنه قوله:
والبيتان من الشعر أعلاه ينسبان للشاعر أبي الفتح البستي المتوفي عام 363هـ كما ذكر ذلك ابن الجوزي في كتابهِ المنتظم في تاريخ الملوك والأمم ج7 صفحة 72.
قال ابن الجوزي البغدادي عنه: (كان فقيهاً على مذهب الإمام أبي حنيفة أفتى ودرس سنين).، 

## وفاته
توفي يوم السبت 11 جمادى الأولى عام 573هـ/1177م، وصلوا على جنازته في جامع القصر، ودفن في مقبرة الخيزران في الأعظمية.